# Enchophyllum lanceolata
Enchophyllum lanceolata är en insektsart som beskrevs av Fabricius. Enchophyllum lanceolata ingår i släktet Enchophyllum och familjen hornstritar. Inga underarter finns listade i Catalogue of Life.